# Чернятино (Шатурский район)
Черня́тино — деревня в Шатурском муниципальном районе Московской области. Входит в состав городского поселения Черусти. Население — 23 чел. (2010).

## Расположение
Деревня Чернятино расположена в северной части Шатурского района, расстояние до МКАД порядка 152 км. Высота над уровнем моря 125 м.

## Название
В письменных источниках деревня упоминается как Чернятино. На «Специальной карте Европейской России» И. А. Стрельбицкого обозначена как Черусти.
Название связано с некалендарным личным именем Чернята.

## История
Впервые упоминается в писцовой Владимирской книге В. Кропоткина 1637—1648 гг. как деревня Чернятино в Кривандинской волости Владимирского уезда. Деревня принадлежала Панкрату Петровичу Вечеслову и Сергею Фёдоровичу Хмырову.
После отмены крепостного права деревня вошла в состав Ягодинской волости Судогодского уезда Владимирской губернии.
В советское время деревня входила в Пустошинский сельсовет.

## Население
| 1895 | 1993 | 2002 | 2006 | 2010 |
| ---- | ---- | ---- | ---- | ---- |
| 213  | ↘30  | ↘14  | ↗68  | ↘23  |